# Het Tweede Ik van Professor Bacterie
Het Tweede Ik van Professor Bacterie (Spaans: El otro "yo" del profesor Bacterio) is een stripalbum uit de reeks Paling en Ko van tekenaar Francisco Ibáñez. De oorspronkelijke versie werd in 1973 uitgebracht als #24 in de Ases del Humor-reeks na voorpublicatie in het stripblad Mortadelo (zoals de lange kale helft van het tweetal in het Spaans heet) van oktober 1972 tot januari 1973. In 1978 werd het album in het Nederlands uitgebracht als #21.

## Naamsverwarring
Als gevolg van een jarenlange naamsverwarring wordt de kale meestervermommer hier Ko genoemd en de korte met de twee haren (door zijn collega steevast met chef en u aangesproken) Paling.

## Verhaal
Professor Bacterie, wetenschapper van de geheime dienst waar Paling en Ko werkzaam zijn, heeft een middel uitgevonden dat het onderbewustzijn - het tweede ik - vergroot. Hij probeert het op zichzelf uit en haalt nu overal streken uit waarvan hij verslag doet in telefoontjes naar de Superintendant. Hij is actief op de volgende plekken;
- Op straat; Bacterie doet alsof hij dood is en slaat onschuldige voorbijgangers neer met zijn knots. Super dreigt uiteindelijk hetzelfde te doen met Paling en Ko omdat ze de knots voor een fluit hebben omgewisseld.
- Op de weg; eerst verandert Bacterie de verkeersborden, daarna saboteert hij de auto's. Paling en Ko denken dit op te lossen door alle verkeersborden weg te halen en een herstelwerkplaats op te zetten. Super is het daar niet mee eens en laat dat weten ook.
- In de dierentuin; Bacterie laat de dieren los of zet ze op een andere plek.
- Hotel De Wijn; Bacterie verandert de bewegwijzering en de naam (Hotel Het Zwijn).
- Ziekenhuis De Dolle Spuit. Paling en Ko verwarren de directeur met de vermomde Bacterie; Super pakt hem stevig aan, met als gevolg dat hij de meestgezochte man van de stad wordt.
- Circus Pulgoff; Paling en Ko denken Bacterie eindelijk te hebben gepakt, maar de professor blijkt een kunsthand met een bom bij zich te hebben. Het gevolg laat zich raden.
- De schouwburg; de directeur wordt gek van alle gebeurtenissen, maar het zijn Paling en Ko die het laatste zetje geven waarbij de kale als hippie verschijnt tijdens een balletvoorstelling.
- Restaurant Het Zachte Eitje; Bacterie verwisselt allerlei artikelen, en ook Super wordt daar het slachtoffer van wanneer de chef hem een glas cognac met nitroglycerine aanbiedt.
- Gymzaal Het Spiertje; Bacterie saboteert alle onderdelen en verstopt een buldog in een luik dat wordt dichtgehouden door een halter.
- De geheime dienst zelf; Bacterie wordt weer de oude nadat hij een klap op zijn hoofd heeft gekregen. De professor vertelt dat het kwaadaardige middel in een fles cognac zit; dezelfde fles waaruit Paling en Ko drinken op de goede afloop. Ze halen nu zelf streken uit en stoppen zowel Bacterie als Super in een afgesloten auto zonder remmen die richting het ravijn rijdt. In Het Circus (#20) haalden ze iets soortgelijks uit met Super nadat hij hen voor niets naar het hoofdkantoor had laten komen.

## Tekenfilmbewerking
In de jaren 90 werd Het Tweede Ik van Professor Bacterie bewerkt tot tekenfilmaflevering. Hierin is het aantal hoofdstukken teruggebracht van tien naar zeven. RTL zond de Nederlandse versie in 1999-2000 uit, en ook hier was er sprake van een naamsverwarring.